# Сандуит, Ноэл Иври
Ноэл Иври Сандуит (англ. Noel Yvri Sandwith, 1901—1965) — британский ботаник, специалист по таксономии семейства Бигнониевые.

## Биография
Ноэл Иври Сандуит родился 8 сентября 1901 года в городе Харворт графства Ноттингемшир в семье священника Эдварда Питкерна Сандуита и Сесил Иври Сандуит. В 1909 году, после смерти отца, семья Сандуита переехала в Бристоль. Сесил Иври принимала участие в сборе образцов растений для работы Джеймса Уолтера Уайта Flora of Bristol. Будучи школьником Сандуит обнаружил растения козельца приземистого; до этого виды козельца не были известны в Великобритании. В 1920 году поступил в Кеблский колледж Оксфордского университета. С 1924 году Сандуит работал в Королевских ботанических садах Кью. Он изучал растения Америки под руководством Томаса Арчибальда Спрага. В 1929 году был назначен временным ассистентом хранителя гербария, в 1933 — ботаником. Во время Второй мировой войны Сандуит, благодаря знаниям греческого языка, работал в Форин-офисе. Сандуит скончался 7 мая 1965 года.

## Роды и некоторые виды растений, названные в честь Н. И. Сандуита
- Sandwithia Lanj., 1932
- Sandwithiodoxa Aubrév. & Pellegr., 1962 [syn.  Pouteria Aubl., 1775]
- Abuta sandwithiana Krukoff & Barneby, 1970
- Adesmia sandwithii Burkart, 1960
- Alkanna sandwithii Rech.f., 1965
- Amphilophium sandwithii Fabris, 1964
- Aspidosperma sandwithianum Markgr., 1935
- Cephaëlis sandwithiana Steyerm., 1967 [syn.  Notopleura sandwithiana (Steyerm.) C.M.Taylor, 2004]
- Couepia sandwithii Prance, 1972
- Couratari sandwithii Prance, 1981
- Dioscorea sandwithii B.G.Schub., 1966
- Ixora sandwithiana Steyerm., 1967
- Juncus sandwithii Lourteig, 1968
- Licania sandwithii Prance, 1972
- Lippia sandwithiana Moldenke, 1940
- Mandevilla sandwithii Woodson, 1940
- Navia sandwithii L.B.Sm., 1957
- Paloue sandwithii Redden, 2008
- Phthirusa sandwithii Maguire, 1948 [syn.  Cladocolea sandwithii (Maguire) Kuijt, 1991]
- Senecio sandwithii Cabrera, 1940
- Senna sandwithiana H.S.Irwin & Barneby, 1962
- Strychnos sandwithiana Krukoff & Barneby, 1969
- Tontelea sandwithii A.C.Sm., 1940
- Trichlora sandwithii Vargas, 1969
- Utricularia sandwithii P.Taylor, 1967
- Vismia sandwithii Ewan, 1962